# Diecezja Umuahia
Diecezja Umuahia – diecezja rzymskokatolicka w Nigerii. Powstała w 1958.

## Biskupi ordynariusze
- Anthony Gogo Nwedo, C.S.Sp. (1959–1990)
- Lucius Iwejuru Ugorji (1990–2022)
- Michael Kalu Ukpong (od 2023)